# Michele Governatori

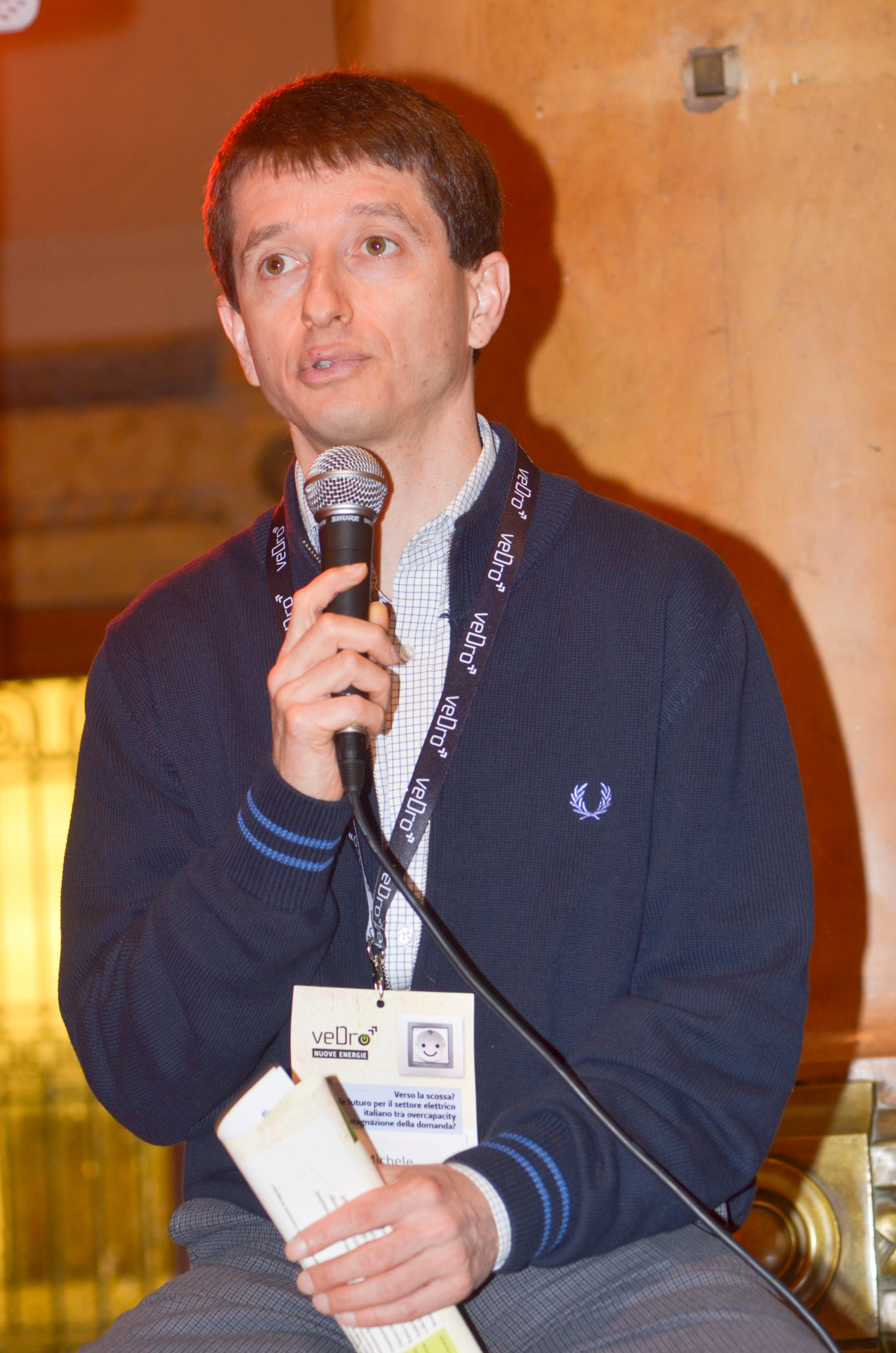
Michele Governatori (2012)

Michele Governatori (Mondavio, 9 giugno 1972) è uno scrittore italiano.

## Biografia
Si laurea a Milano nel 1996 in Economia Politica specializzandosi in Economia dell'energia e dell'ambiente e lavora in diverse aziende del settore come esperto di regolamentazione dei mercati energetici.
Collabora dal 2002 con la rivista letteraria Fernandel. Nel 2003 fonda, insieme tra gli altri allo scrittore Federico Platania, il gruppo di "provocatori letterari" I libri in testa, tuttora attivo a Roma.
Cura dal 2009 su Radio Radicale la rubrica Derrick dedicata a energia e ambiente.
Il 1º novembre 2010, nel corso del IX Congresso di Radicali Italiani a Chianciano Terme (SI) è eletto componente del Comitato Nazionale del movimento per l'anno politico 2010-11. Nel 2011-12 è invece membro di Direzione del movimento.

## Attività letteraria
Sue principali pubblicazioni di narrativa i romanzi Venere in topless (Fernandel, 2003), Il paese delle cicogne (Foschi, 2004) e La città scomparsa (Barbera, 2006), caratterizzati da una lingua informale, da uno spiccato interesse per l'attualità e per l'ecologia, ma soprattutto da un'attenzione verso personaggi perdenti o velleitari: "Un sognatore abietto, ottuso e vile" è il protagonista di La città scomparsa secondo il critico letterario Luca Mastrantonio (Il Riformista, 9/2/2007), "Una persona semplice, sciocca, ma fondamentalmente onesta" secondo lo scrittore e critico Piersandro Pallavicini (La Stampa, 10/3/2007).

## Opere
- “Carbonio” romanzo (Terre di Mezzo, 2012, ISBN 978-88-6189-204-0)
- “La città scomparsa” romanzo (Barbera, 2006, ISBN 88-78991-19-8)
- “Il paese delle cicogne” romanzo (Foschi, 2004, ISBN 88-89325-01-1)
- “Venere in topless” romanzo (Fernandel, 2003, ISBN 88-87433-31-3)